# Mansour al Omari

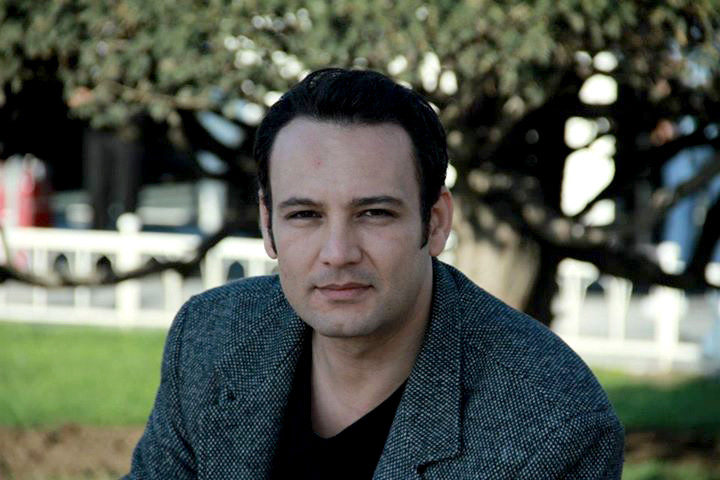
Mansour al-Omari

Mansour al-Omari (en árabe: منصور العمري) es un periodista y defensor de derechos humanos sirio, contribuyó a la documentación de violaciones de derechos humanos en Siria con el comienzo del levantamiento sirio. al-Omari nació en la capital siria de Damasco en 1979 en una familia de clase media, y fue criado en Damasco. al-Omari estudió literatura Inglés en la Universidad de Damasco, mientras que un estudiante en la universidad comenzó su traducción y periodismo trabajo.

## Carrera
En 2010 era el redactor jefe de la sección de inglés de la Paz Semanal, la edición de Siria de la revista estadounidense, y el traductor oficial del Festival de Cortometrajes de Damasco, más tarde jugó un papel fundamental en la transmisión del punto de vista de la Siria occidental noticias para el mundo árabe, básicamente escribiendo para neta Oriente, y otros medios de comunicación locales sirios. y también trabajó Traductor asa de HRW, CMFE y VDC.
Al-Omari fue detenido el 16 de febrero de 2012 por el brazo de inteligencia de la Fuerza Aérea Siria desde las oficinas del Centro Sirio de Medios y Libertad de Expresión (CMFE). Otros quince periodistas y activistas fueron detenidos el mismo día, incluyendo Mazen Darwish, el presidente de (CMFE) y bloguero Razan Ghazzawi. Ocho de ellos fueron puestos en libertad mayo de 2012; Mansour fue objeto de desaparición forzada, sin declaraciones oficiales de su paradero o el estado. hasta que fue liberado el 7 de febrero de 2013.
Amnistía Internacional designó a al-Omari preso de conciencia, detenido únicamente por el ejercicio pacífico de su derecho a la libertad de expresión y asociación en relación con su trabajo con la CMFE. Más de una veintena de organizaciones internacionales de derechos humanos, incluida la Red Árabe para la Información de Derechos Humanos, Human Rights Watch, Índice de la Censura, el Instituto Internacional de Prensa, Reporteros sin Fronteras, y la Organización Mundial Contra la Tortura, firmaron una carta pidiendo la liberación inmediata al-Omari. Catherine Ashton, la Alta Representante de la Unión para Asuntos Exteriores y Política de Seguridad de la Unión Europea, también condenó la detención, pidiendo a Siria para liberar al-Omari y sus colegas de inmediato.

## Premios
Mansour al-Omari recibió el premio PEC en junio de 2012, el premio PEC es otorgado anualmente por el comité de PEC para premiar a una persona o una organización que trabajaba para la protección de los periodistas y la libertad de la prensa, en ese momento al-Omari era continúan detenidos.
En 2013 recibió el Premio Hellman-Hammett que reconoce los escritores por su compromiso con la libertad de expresión y su coraje frente a la persecución política.